# أنتوني وست (متسابق دراجات نارية)
أنتوني وست (بالإنجليزية: Anthony West)‏ هو متسابق دراجات نارية أسترالي. نافس في سباقات بطولة العالم لفئة 500 سي سي ولفئة 250 سي سي ولفئة 125 سي سي ولفئة 50 سي سي. كما شارك في بطولة العالم للسوبرسبورت وبطولة العالم للموتو جي بي.

## روابط خارجية
- أنتوني وست على موقع MotoGP.com (الإنجليزية)
- أنتوني وست على موقع WorldSBK.com (الإنجليزية)